# Crvenčevo
Crvenčevo (cyr. Црвенчево) – wieś w Serbii, w okręgu pirockim, w mieście Pirot. W 2011 roku liczyła 100 mieszkańców.